# Hrádek na Vlárské dráze
Hrádek na Vlárské dráze je vesnice, část města Slavičín v okrese Zlín. Nachází se asi 2 km na jihovýchod od Slavičína. Prochází zde silnice II/493 a silnice II/495. Je zde evidováno 227 adres. Trvale zde žije 828 obyvatel.
Hrádek na Vlárské dráze je také název katastrálního území o rozloze 6,79 km2.

## Historie
První písemná zmínka o obci pochází z roku 1412.

## Pamětihodnosti
- Socha sv. Jana Nepomuckého